# 千靜荷
千靜荷（韓語：천정하，1969年7月22日—2021年4月27日），又譯千貞河，大韩民国女演員。

## 生平
千靜荷畢業於弘益大學歷史教育系。
1990年進入娛樂圈，並出演多部話劇、電影、電視劇，曾參演電視劇《惡之花》、《秘密森林》、《Mouse》、《境遇之數》，電影《駭人怪物》。
千靜荷晚年患有低血壓和慢性腎功能不全，2021年4月27日在家中去世。

## 外部鏈接
- 천정하 페이스북 （页面存档备份，存于）